# Georgi Alexandrowitsch Wainer
Georgi Alexandrowitsch Wainer (russisch Георгий Александрович Вайнер, wiss. Transliteration Georgij Aleksandrovič Vajner; * 10. Februar 1938 in Moskau; † 12. Juni 2009 in New York City) war ein russischer Schriftsteller, der zusammen mit seinem Bruder Arkadi (1931–2005) viele in Russland, auch schon in der Sowjetunion und auch anderen Ostblockländern erfolgreiche Kriminalromane verfasste. Er war Autor von über 150 Büchern und Drehbüchern zu mehr als 20 Spielfilmen. Kultstatus bekam der Fernseh-Fünfteiler Das vorbestimmte Treffen (Место встречи изменить нельзя, 1979) von Stanislaw Goworuchin, als dessen Vorlage der Kriminalroman Die schwarze Katze der Wainers diente.
Wainer war vor seinem schriftstellerischen Erfolg als Jurist, Journalist und TASS-Korrespondent tätig.

## Filmografie
- 1979: Die schwarze Katze – (Mesto wstretschi ismenit nelsja) – mehrteiliger Fernsehfilm